# Piotr Ćwielong
Piotr Ćwielong (Chorzów, 23 aprile 1986) è un calciatore polacco, attaccante del LKS Pogórze.

## Palmarès

### Club

#### Competizioni nazionali
- Campionato polacco di seconda divisione: 2

Ruch Chorzów: 2006-2007
- Ekstraklasa: 2

Wisła Cracovia: 2008-2009
Śląsk Breslavia: 2011-2012